# Johannes Kepler (Schiff, 1974)
Die Johannes Kepler ist ein deutsches Fahrgastschiff.

## Geschichte
Das Schiff wurde 1974 bei Hitzler in Regensburg unter der Baunummer 265 gebaut. Bis 1988 fuhr es unter dem Namen Renate für J. Schweiger aus Kelheim, dann wurde es durch die neue Renate ersetzt. Zu diesem Zeitpunkt hatte es laut Binnenschifferforum bereits einen Umbau hinter sich: 1977 war nach dieser Quelle die Renate um zehn Meter verlängert worden, außerdem scheint auch der Aufbau einmal erheblich verändert worden zu sein.
Dieter Schubert erwähnt diesen Umbau oder diese Umbauten nicht, gibt aber an, dass das Schiff im Jahr 1995 auf der ÖSWAG-Werft in Linz mit einem Bugstrahlruder ausgestattet wurde. Laut Schubert durfte die 38,49 Meter lange und 5,45 Meter breite Johannes Kepler im Jahr 2000 noch 400 Personen befördern und hatte damals einen 272-kW-Antrieb; auf der Homepage der Personenschifffahrt Klinger ist von einem Antrieb mit etwa 338 kW die Rede. Die höchstzulässige Personenzahl wird dort nicht explizit genannt; im Binnenschifferforum wird sie mit 250 angegeben.
Neben der Johannes Kepler betreibt die Regensburger Personenschifffahrt Klinger (Stand: April 2022) noch die Fürstin Gloria, die Siebnerin und die 1976 gebaute Rataspona. Seit Schuberts Zeiten hat sich die Zusammensetzung der Flotte stark geändert. Im Jahr 2000 fuhren für Klinger neben der Johannes Kepler und der Rataspona von 1976 noch die Hohe Nau und die ältere Rataspona; bis 1998 auch die Regensburg.